# Momiki Júka
Momiki Júka (籾木 結花; Hepburn: Momiki Yuka) (New York, 1996. április 9. –) japán válogatott labdarúgó.

## Klub
2011 óta a Nippon TV Beleza csapatának játékosa, ahol 117 bajnoki mérkőzésen lépett pályára és 39 gólt szerzett.

## Nemzeti válogatott
A japán U17-es válogatott tagjaként részt vett a 2012-es U17-es világbajnokságon. A japán U20-as válogatott tagjaként részt vett a 2016-os U20-as világbajnokságon.
2017-ben debütált a japán válogatottban. A japán válogatottban 21 mérkőzést játszott.

## Statisztika
| Japán válogatott | Japán válogatott | Japán válogatott |
| Időszak          | Mérk.            | gól              |
| ---------------- | ---------------- | ---------------- |
| 2017             | 14               | 3                |
| 2018             | 7                | 3                |
| Összesen         | 21               | 6                |

## Sikerei, díjai
Japán válogatott
- U20-as világbajnokság:  Bronz; 2016

Klub
- Japán bajnokság: 2015, 2016, 2017, 2018